# سيمون ليستر
سيمون ليستر (بالإنجليزية: Simon Lister)‏ هو ناشر بريطاني، ولد في 1969.